# Philippe Couplet

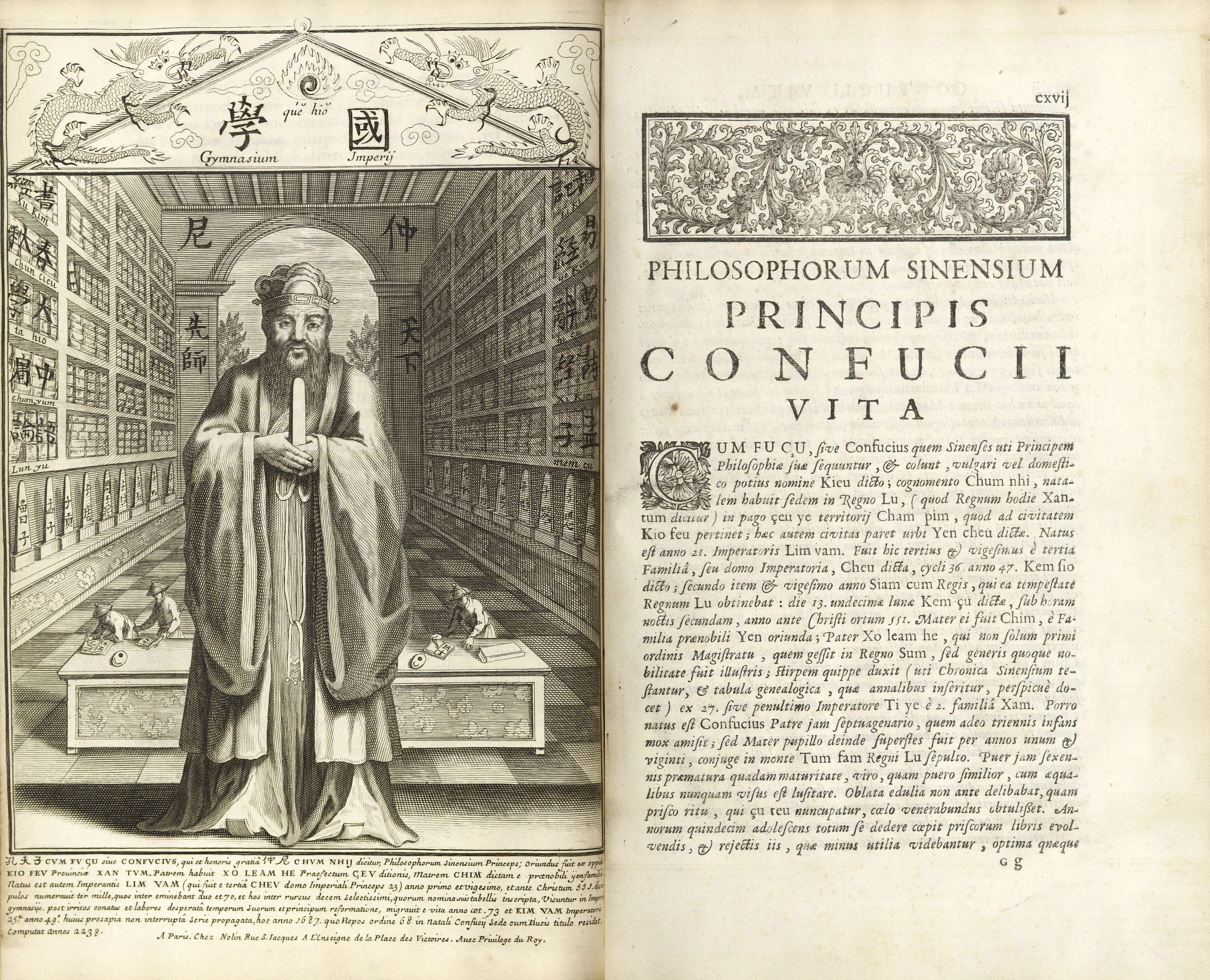
Confucius Sinarum Philosophus ("Confúcio, Filósofo Chinês"), produzido por uma equipe de Jesuítas, liderados por Philippe Couplet.

Philippe Couplet, também Philip Couplet ou Philippus Couplet (1623 – 1693) (nome Chinês:柏應理), foi um padre jesuíta belga, ativo na China, no século XVII. Ele nasceu em Mechelen, Países Baixos Espanhóis (hoje Bélgica).

## Carreira

### Carreira na China (1656–1681)
Philippe Couplet entrou para o Ordem dos Jesuítas em 1640. O seu interesse na China foi despertado por uma palestra de Martino Martini, um jesuíta que havia sido missionário na China. Couplet, inicialmente, partiu para a China, em 1656, em um grupo de novos recrutas jesuítas, liderado por Michał Boym, que estava voltando para a China com a resposta do Papa para o pedido de ajuda do Imperador Yongli (Zhu Youlang), da Dinastia Ming do Sul. Pe. Couplet assumiu diversas responsabilidades em toda a China, mas teve que se refugiar no Cantão durante as perseguições de 1665-1670.
Couplet trabalhou em estreita colaboração com Candida Xu (chinês: 徐甘第大, Xu Gandida) (1607-1680), neta de Xu Guangqi e, ela própria, uma cristã devota. Sob sua proteção, ele foi capaz de estabelecer várias novas igrejas em todo o Jiangnan.

### Missão na Europa (1681–1693)
Couplet foi enviado de volta para a Europa em 1681 como Procurador dos Jesuítas da China em Roma. Sua missão era obter um acordo papal para a liturgia ser cantada em Chinês. Em sua visita a Roma, ele deu ao Papa uma coleção de traduções de livros cristãos para o chinês. Enquanto na Europa, sua visita rei Luís XIV ocasionou planos para o envio de cinco "matemáticos" jesuítas para a Corte Chinesa.

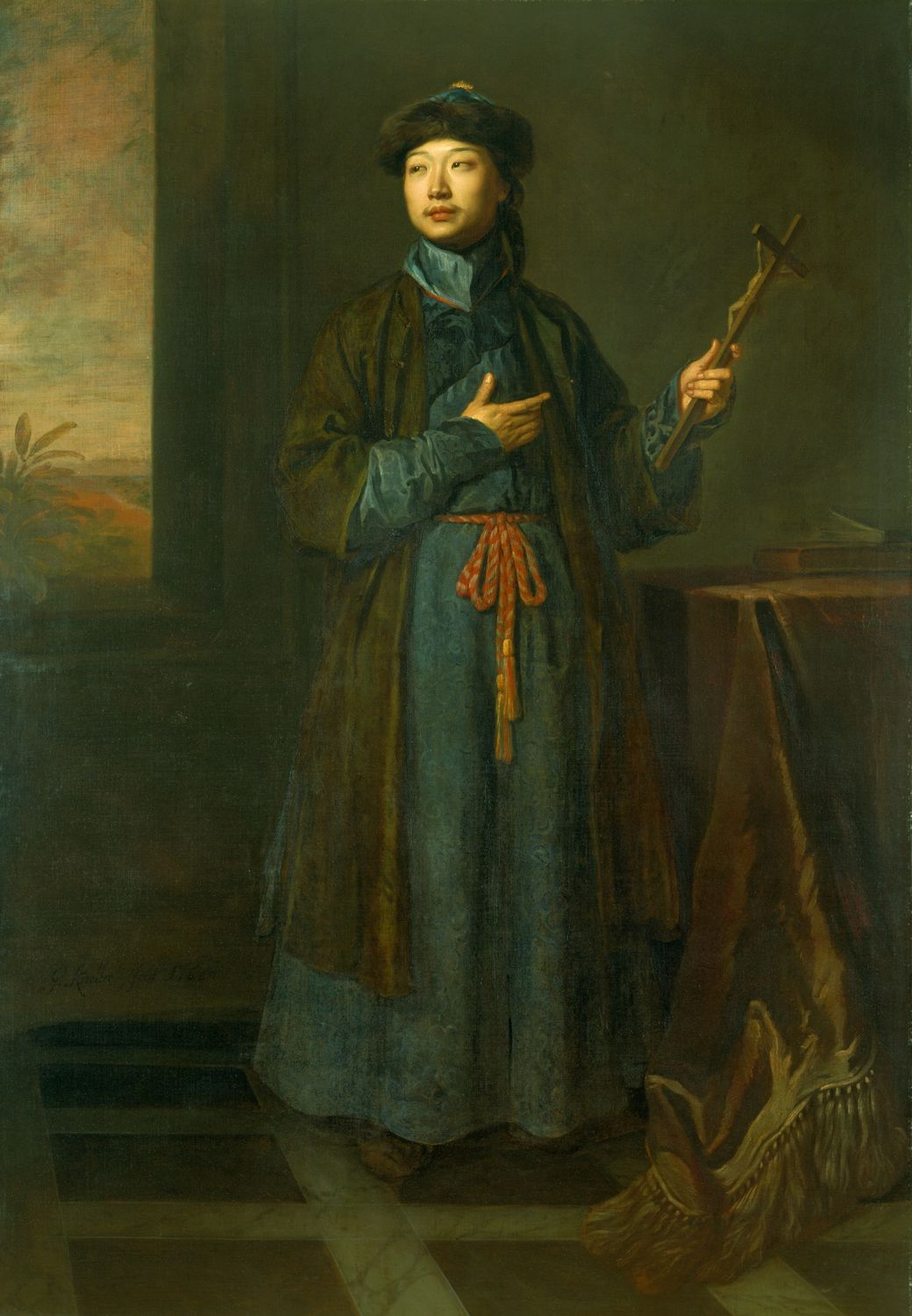
Philippe Couplet trouxe com ele um dos primeiros chineses para visitar a Europa: Michael Fu Shen-Tsung.

Em seu regresso à Europa, em 1685, Couplet levou consigo dois chineses conversos, incluindo Michael Fu Shen-Tsung (Miguel Shen Fuzong), um dos primeiros homens chineses que se sabe ter visitado a Europa, passando por Itália, França e Inglaterra. Logo depois, Couplet e Shen responderam a perguntas sobre a natureza da língua Chinesa, elaboradas por linguistas de Oxford, Berlim e Viena.

### Publicações
Em 1686, Couplet publicou, em Paris, Tabula chronologica monarchiae sinicae, um "quadro cronológico da monarquia chinesa", em uma tentativa de mostrar que a Septuaginta e o registros cronológicos chineses estavam em acordo. Para provar a sua tese, ele teve que adicionar 1400 anos para o período de tempo que existia entre a Criação e o nascimento de Abraão. Isto, porém, não satisfez a intelectualidade Europeia nem os missionários na China. Seu trabalho, no entanto, teve um grande impacto em outras áreas da ciência Europeia. Leibniz, por exemplo, foi capaz de estabelecer, depois de comunicar-se com os jesuítas, que o sistema binário que havia inventado também existia no Yijing.
Em 1687, liderando um grupo de Jesuítas (Prospero Intorcetta, Christian Wolfgang Herdtrich, e François de Rougemont), Couplet publicou Confucius Sinarum Philosophus ("Confúcio, Filósofo dos Chineses"), uma tradução anotada de três dos Quatro Livros por meio dos quais os estudos do cânone Confucionistas eram iniciados. O trabalho (partes dele já haviam aparecido antes em edições separadas e pouco difundidas) foi o ponto culminante dos esforços de várias gerações de missionários Jesuítas e foi dedicado ao Rei Luís XIV. O prefácio à tradução elogiava as obras de Confúcio altamente.
Antes de voltar para a China, Couplet permaneceu na Europa até que uma disputa entre os vigários apostólicos das Missões na Ásia, em relação à qual ele se tinha feito um juramento de obediência, e o sistema do Padroado português, sua primeira organização tutelar, fosse resolvida. Depois de negociações que duraram oito anos, os dois lados foram capazes de chegar a um acordo e Couplet finalmente partiu para a China.
Quando Couplet estava viajando de volta para a China, uma arca pesada caiu em sua cabeça durante uma tempestade no Mar da Arábia, ferindo gravemente o septuagenário jesuíta. Ele morreu no dia seguinte, 16 de maio de 1693, quando o seu navio estava prestes a chegar a Goa.

## Obras
- Philippe Couplet and Prospero Intorcetta, Confucius Sinarum philosophus, sive Scientia sinensis latine exposita (Parisiis: Apud Danielem Horthemels ... 1687).  Getty Internet Archive Free Online Digital Version.
- Tabula Chronologica Monarchiae Sinicae (1686)
- Breve raguaglio delle cose piu notabili spettanti al grand'imperio della Cina (1687)
- Histoire d'une dame chrétienne de la Chine où par occasion les usages de ces peuples, l'établissement de la religion, les manieres des missionaires, & les exercices de pieté des nouveaux chrétiens sont expliquez (Paris, 1688). Biography of Candida Xu.Free Online Digital Version Staatsbibliotek zu Berlin